# Гордън Рамзи
Гордън Джеймс Рамзи (на английски: Gordon James Ramsay; роден на 8 ноември 1966 г. в Глазгоу) е шотландски шеф готвач. Той е първият шотландец със звезда „Мишлен“.
Става известен с предаванията MasterChef, Кухнята на Ада (Hell's Kitchen), Кошмари в кухнята, Матилда и бандата на Рамзи. Притежава 7 Мишлен звезди.

## Биография

### Ранни години
Рамзи е роден на 8 ноември 1966 г. в шотландския град Джонстън, но поради бурните (и неуспешни) търговски дейности на баща му прекарва детството си в постоянно местене, докато през 1976 г. семейството окончателно се установява в град Стратфорд на Ейвън. Обича футбола и от 12-годишна възраст започва да играе за отбора на Уорикшир в категория „младежи до 14 години“. На 19-годишна възраст той получава покана да играе за клуба на „Рейнджърс“, но последвалата контузия на менискуса на левия крак слага край на бъдещата му кариера като футболист.

### Ученик
Две години по-късно Рамзи се премества в „Льо Гаврош“, първият тризвезден ресторант във Великобритания, където усъвършенства уменията на класическата френска кухня с потомствения готвач Албер Ру. Година по-късно Ру решава да напусне „Льо Гаврош“ и поканва Гордън Рамзи с него в хотел „Дива“, нов луксозен курортен ресторант във френската част на Алпите. След известно време Рамзи се премества в Париж, където работи три години с такива готвачи като Гай Савойе и Джоел Робушон. След като завършва обучението си, Рамзи приема предложение да работи като готвач на частна яхта.

#### Готвач
След като отива за една година на Бермудите, Рамзи се завръща в „Лондон“ и получава работа като шеф в „La Tante Claire“ в Челси. Скоро обаче е поканен от бившия си наставник Алберт Ру да заеме мястото на шеф в „Обержин“. Рамзи поема новата работа и в рамките на четири години повишава рейтинга на ресторанта до две звезди Мишлен. Но поради разногласия с останалите собственици (по това време Рамзи притежава 25% от акциите на ресторанта), той напуска „Обержин“, а с него и обслужващият персонал и цялата кухня. Според Рамзи това решение е едно от най-трудните в кариерата му, но това е раждането на Рамзи като предприемач. Впоследствие Рамзи е съден за обезщетение за милион паунда, тъй като ресторантът е принуден да затвори за три месеца поради липса на персонал. Съдебният процес е решен по взаимно съгласие, но подробностите така и не са разкрити.

#### Предприемач
През 1998 г. Рамзи открива в Лондон първия си собствен ресторант, „Gordon Ramsay at Royal Hospital Road“, който получава три звезди през 2001 г., което прави Рамзи единственият британски готвач с най-висок рейтинг Мишлен по това време и единственият тризвезден готвач от Шотландия. През същата година той отваря ресторант „Петрус“ („Pétrus“) като главен готвач-патрон (фр. Chef Patron). „Петрус“ спечелва звезда Мишлен за по-малко от година, а през 2007 г. получава втора.
В началото на 21-ви век ресторантската империя на Рамзи се разраства бързо и включва 10 ресторанта във Великобритания, 6 от които имат поне една звезда, 3 кръчми и 12 ресторанта извън Обединеното кралство. Приблизителните активи от ресторантите са 165 милиона долара, 69% от които са собственост на самия Рамзи. Впоследствие империята му се разраства из цял свят.

## Телевизия

### „Кошмари в кухнята“
Телевизионното шоу стартира през 2004 г. по Канал 4 на британската телевизия. Във всяка програма Гордън Рамзи посещава един ресторант на ръба на финансовия крах и в продължение на една седмица се опитва да идентифицира проблемите му. По правило той действа сам, с изключение на помощта на дизайнери, които могат да украсят малко интериора на ресторанта. Седем сезона на кошмари в кухнята са пуснати във Великобритания.

### Кухнята на ада
От 2005 г. американският канал Fox започва да излъчва кулинарно риалити шоу на Гордън Рамзи, наречено „Hell's Kitchen“. Въпреки кулинарната насоченост на шоуто, то се отличава с висок „интензитет на страстите“ и значителна драматизация на сюжета. Лайтмотивът на шоуто е състезание между участниците за позицията на готвач в известен ресторант.

### Master Chef
През юли 2010 г. американската версия на британското кулинарно риалити шоу MasterChef стартира по американския канал Fox.

## Личен живот
През 1996 г. Гордън Рамзи се жени за бившата учителка Кайетана Елизабет (Тана) Хътчесън, чийто баща е управител на империята на ресторантите на Рамзи, но през 2017 г. прекарва шест месеца в затвора за многократни опити да проникне в деловите досиета на Рамзи. Те имат шест деца: Меган (1998), близнаци Джак и Холи (1999), Матилда (2001), Оскар (2019) и Джеси (2023). По-големите деца на Гордън вземат активно участие в първите два сезона на The F Word.

## Списък ресторанти

### Във Великобритания
- „Restaurant Gordon Ramsay“ (три звезди Мишлен), Лондон
- „Pétrus“ (две звезди Мишлен), Белгравия
- „Gordon Ramsay at Claridge’s“ (една звезда Мишлен), Лондон
- „The Boxwood Café“, Лондон
- „Maze“ (една звезда Мишлен), Лондон
- „Maze Grill“, Лондон
- „Foxtrot Oscar“, Лондон
- „Gordon Ramsay’s Plane Food“ (Хитроу, Лондон)
- „Murano“ (една звезда Мишлен), Лондон
- „York and Albany“, Лондон
- „Union Street Café“, Лондон